# West Hudson A.A.
West Hudson A.A. – amerykański klub piłkarski, mający siedzibę w mieście Harrison, w hrabstwie Hudson, w północno-wschodniej części kraju. Rozwiązany w 1918 roku.

## Historia
Piłkarski klub West Hudson A.A. został założony w Harrison i 10 października 1905 roku został jednym z członków założycieli Metropolitan Football Association Association (MAFL) w Nowym Jorku. Klub również znany jako West Hudson Athletic Club (A.C.) lub West Hudson Athletic Club Football (A.C.F.) W 1906 roku zespół wygrał American Cup, w tym czasie turniej był uważany za najwyższy poziom rozgrywek w Stanach Zjednoczonych. Jesienią tego roku wstąpił do zawodowej National Association Football League (NAFBL) i w sezonie 1906/07 zwyciężył w lidze. W ciągu następnych dziesięciu lat zdobył pięć tytułów ligowych i trzy pucharowe tytuły mistrzowskie, w tym pierwsze podwójne zwycięstwo w USA w 1912 roku. W 1909 roku sześć najlepszych zespołów z USA utworzyli krótkotrwałą pierwszą Eastern Soccer League (ESL). Zespoły ligowe mieli grać przeciwko najlepszym zespołom z innych lig i regionów, jednak zainteresowanie było ograniczone, liga składała się z większości zespołów grających tylko pięć z planowanych dwunastu meczów. West Hudson był na trzecim miejscu, gdy liga z powodów finansowych ogłosiła upadłość. 6 kwietnia 1917 Stany Zjednoczone wypowiedziały wojnę Niemcom, tym samym stając się uczestnikiem I wojny światowej, co spowodowało odejście wielu piłkarzy do służby wojskowej. Kilka lig zdecydowało zawiesić rozgrywki, ale NAFBL postanowił kontynuować grę. Jednak kilka zespołów uznało niemożliwym kontynuowanie występów. Również West Hudson opuścił NAFBL w 1918 i wkrótce przestał istnieć.

### Trofea krajowe
- American Cup:
  - zdobywca: 1906, 1908, 1912
  - finalista: 1917
- National Association Football League:
  - mistrz: 1907, 1910, 1912, 1913, 1915
  - wicemistrz: 1909, 1914
- National Challenge Cup:
  - półfinalista: 1918

## Stadion
Klub rozgrywał swoje mecze domowe na stadionie Harrison Oval w Harrison.